# M.I.L.S 3.0
Albums de Ninho
Destin
(2019) JEFE
(2021)
Singles
1. Zipette
Sortie : 20 mars 2020
2. Lettre à une femme
Sortie : 27 mai 2020
3. Problèmes du matin
Sortie : 11 novembre 2020
4. Tout en Gucci
Sortie : 16 décembre 2020

M.I.L.S 3.0 ou encore M.I.L.S 3 (acronyme de Maintenant ils le savent 3) est une mixtape du rappeur français Ninho, sortie le 7 mars 2020 sous les labels Mal luné Music, Rec. 118 et Warner Music, et troisième volet des mixtapes M.I.L.S.

## Composition
M.I.L.S 3.0 comprend 17 pistes dont 5 featurings avec des artistes comme Damso, Heuss l'Enfoiré, Griff, Yaro et Hös Copperfield.

## Promotion et accueil commercial
Fin janvier 2020, il annonce son retour avec un morceau de sa future mixtape M.I.L.S 3.0. Fin février 2020, il dévoile un autre morceau inédit sur son compte Instagram, et quelques jours plus tard, début mars, encore un nouveau morceau. La mixtape sort le 7 mars.
En un jour, elle s'écoule à 9 145 exemplaires, tandis que le morceau Lettre à une femme se hisse dans le top mondial (à la 76e place) de la plateforme Spotify. Après une semaine d'exploitation, la mixtape s'écoule à 41 645 exemplaires (40 574 en streaming et 1 170 en téléchargement), tandis que le morceau Lettre à une femme bat le record du titre le plus streamé en 24 h sur Spotify, celui du titre le plus écouté en une semaine et se classe cinquième du Top mondial sur Deezer. Le 15 mars, la mixtape est certifiée disque d’or avec plus de 50 000 exemplaires écoulés soit une semaine après sa sortie.
Elle sera certifiée disque de platine, un mois après sa sortie avec plus de 100 000 ventes. En août, la mixtape est certifiée double disque de platine. En août, elle est certifiée double disque de platine. Le 30 octobre, il sort la réédition de M.I.L.S. 3.0 avec six nouveau titres inédits.
M.I.L.S 3.0 est le deuxième album le plus vendu en France en 2020 toutes catégories confondues, derrière VersuS de Vitaa et Slimane et devant Les Derniers Salopards de Maes.

## Liste des titres
| Édition standard | Édition standard                               | Édition standard          | Édition standard | Édition standard | Édition standard | Édition standard | Édition standard | Édition standard | Édition standard |
| No               | Titre                                          | Compositeur(s)            | Durée            |                  |                  |                  |                  |                  |                  |
| ---------------- | ---------------------------------------------- | ------------------------- | ---------------- | ---------------- | ---------------- | ---------------- | ---------------- | ---------------- | ---------------- |
| 1.               | Intro                                          | Enigma Beats              | 2:43             |                  |                  |                  |                  |                  |                  |
| 2.               | M.I.L.S 3                                      | Iksma                     | 3:03             |                  |                  |                  |                  |                  |                  |
| 3.               | Zipette                                        | Ysos                      | 3:31             |                  |                  |                  |                  |                  |                  |
| 4.               | Gros vendeurs                                  | Nostra                    | 3:50             |                  |                  |                  |                  |                  |                  |
| 5.               | Promo (feat. Damso)                            | SNK                       | 3:29             |                  |                  |                  |                  |                  |                  |
| 6.               | Mauvais djo                                    | Young KO, Lil Ben         | 3:38             |                  |                  |                  |                  |                  |                  |
| 7.               | La puerta                                      | Young KO                  | 4:06             |                  |                  |                  |                  |                  |                  |
| 8.               | En chien                                       | Heezy Lee, Bone Collector | 3:00             |                  |                  |                  |                  |                  |                  |
| 9.               | Centre commercial (feat. Heuss l'Enfoiré)      | TromatizMusic, HRNN       | 2:38             |                  |                  |                  |                  |                  |                  |
| 10.              | Tu sais qu'on est gang (feat. Hös Copperfield) | Hoodstar                  | 3:46             |                  |                  |                  |                  |                  |                  |
| 11.              | C'était le rap                                 | Hoodstar                  | 3:13             |                  |                  |                  |                  |                  |                  |
| 12.              | Lettre à une femme                             | Croisade, Heezy Lee       | 2:37             |                  |                  |                  |                  |                  |                  |
| 13.              | Every Day (feat. Griff)                        | SNK                       | 3:10             |                  |                  |                  |                  |                  |                  |
| 14.              | Le jeu (feat. Yaro)                            | Young KO                  | 3:22             |                  |                  |                  |                  |                  |                  |
| 15.              | Bali                                           | Hoodstar                  | 3:35             |                  |                  |                  |                  |                  |                  |
| 16.              | Millésimes                                     | Hoodstar                  | 3:42             |                  |                  |                  |                  |                  |                  |
| 17.              | Filon                                          | Dany Synthé               | 3:03             |                  |                  |                  |                  |                  |                  |
| 56:26            |                                                |                           |                  |                  |                  |                  |                  |                  |                  |

| Réédition | Réédition           | Réédition              | Réédition | Réédition | Réédition | Réédition | Réédition | Réédition | Réédition |
| No        | Titre               | Compositeur(s)         | Durée     |           |           |           |           |           |           |
| --------- | ------------------- | ---------------------- | --------- | --------- | --------- | --------- | --------- | --------- | --------- |
| 18.       | Problèmes du matin  | Hoodstar               | 3:38      |           |           |           |           |           |           |
| 19.       | Toutes les couleurs | Shiruken Music         | 3:17      |           |           |           |           |           |           |
| 20.       | Kitchen             | Hoodstar               | 3:58      |           |           |           |           |           |           |
| 21.       | Tout en Gucci       | Lil Ben                | 3:47      |           |           |           |           |           |           |
| 22.       | Privilège           | Wladimir Pariente, SNK | 3:33      |           |           |           |           |           |           |
| 23.       | Mac 11              | Nask                   | 2:44      |           |           |           |           |           |           |
| 20:57     |                     |                        |           |           |           |           |           |           |           |

## Titres certifiés en France
- Zipette  Diamant[11]
- Lettre à une femme  Diamant[12]
- Tout en Gucci  Diamant[13]
- Filon  Diamant[14]
- Promo (feat. Damso)  Diamant[15]
- M.I.L.S 3 Platine[16]
- La puerta Platine[17]
- Every Day (feat. Griff)  Platine[18]
- C'était le rap Platine[19]
- Gros vendeurs  Platine[20]
- Intro Platine[21]
- En chien  Platine[22]
- Problèmes du matin  Platine [23]
- Le jeu (feat. Yaro) Platine[24]
- Mauvais djo  Platine[25]
- Centre commercial (feat. Heuss l'Enfoiré) Platine[26]
- Kitchen  Or [27]
- Mac 11  Or [28]
- Bali  Or [29]

## Classements et Certifications

### Classements
Une semaine après sa sortie, l'album se classe à la seconde place des meilleures ventes hebdomadaires en France, avant de s'emparer de la première place et d'y rester pendant près de trois mois (de la semaine du 13 mars au 5 juin 2020).
| Région        | Certification | Ventes/Streams |
| ------------- | ------------- | -------------- |
| France (SNEP) | Diamant       | 570 000        |